# Johann Rudolf Merian (Rittmeister)
Johann Rudolf Merian (* 18. April 1674 in Basel; † 21. Mai 1721 ebenda) war ein Schweizer Rittmeister.

## Leben
Johann Rudolf Merian war der Sohn des wohlhabenden Huthändlers Emanuel Merian und der Salome, geborene Grimm. Aufgewachsen war er in Basel am Spalenberg im Haus «zum Gelben Horn». Merian trat 1710 in königliche dänische Kriegsdienste, wo er unter dem Listlerischen Kürassierregiment bald Rittmeister wurde. Merian wurde mehrmals wegen seines unsittlichen Umgangs, seiner Gewalttätigkeiten und wegen Heiratsschwindels verurteilt und schliesslich in Basel enthauptet. Ein Sohn von Merian war Johann Rudolf von Merian.